# CD Mirandés

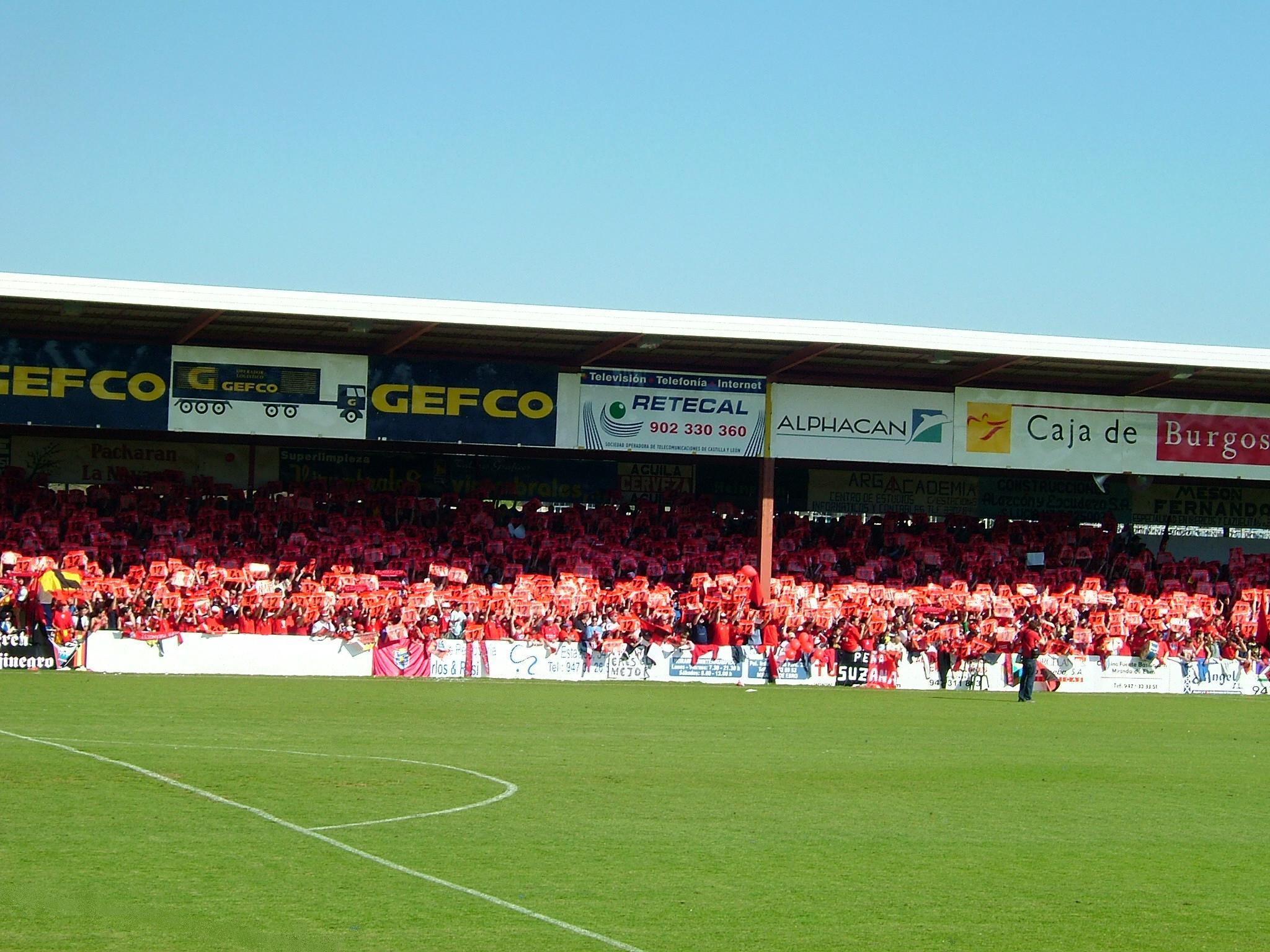
Fans

CD Mirandés is een Spaanse voetbalclub uit Miranda de Ebro. De club is opgericht in 1927 en speelt sinds seizoen 2019-2020 weer in de Segunda División. De clubkleuren zijn rood en zwart.

## Geschiedenis
CD Mirandés speelde in de historie voornamelijk in de lagere Spaanse profdivisies. In het seizoen 2010/2011 behaalde de club met een tweede plaats in de Segunda División B de hoogste klassering ooit. In de play-offs om promotie naar de Segunda División A werd echter in de derde ronde verloren van CD Guadalajara. In het seizoen 2011/2012 won CD Mirandés de afdelingstitel en promoveerde direct naar de Segunda División A ook kwam CD Mirandés bijzonder ver in de Copa del Rey. Ten koste van Primera División-clubs Villarreal CF, Racing Santander en RCD Espanyol haalde de club de halve finales van het bekertoernooi, waarin het werd uitgeschakeld door Athletic de Bilbao. In 2017 degradeerde de club weer naar de Segunda B maar slaagde erin om in 2019 via promotiewedstrijden tegen respectievelijk Atlético Madrid B, Recreativo de Huelva en Atlético Baleares de plek in de Segunda A/LaLiga 2 weer terug te veroveren.

## Eindklasseringen
- 1945 7e
Tercera División
- 1946 6e
Tercera División
- 1947 8e
Tercera División
- 1948 10e
Tercera División
- 1949 8e
Tercera División
- 1950 13e
Tercera División
- 1951 6e
Tercera División
- 1952 7e
Tercera División
- 1953 3e
Tercera División
- 1954 18e
Tercera División
- 1955 4e
Tercera División
- 1956 11e
Tercera División
- 1957 15e
Tercera División
- 1958 2e
Tercera División
- 1959 5e
Tercera División
- 1960 6e
Tercera División
- 1961 10e
Tercera División
- 1962 6e
Tercera División
- 1963 5e
Tercera División
- 1964 6e
Tercera División
- 1965 10e
Tercera División
- 1966 15e
Tercera División
- 1967 1e
1e regionaal
- 1968 12e
Tercera División
- 1969
1e regionaal
- 1970 1e
1e regionaal
- 1971 9e
Tercera División
- 1972 10e
Tercera División
- 1973 16e
Tercera División
- 1974 15e
Tercera División
- 1975 5e
Tercera División
- 1976 8e
Tercera División
- 1977 6e
Tercera División
- 1978 4e
Segunda División B
- 1979 3e
Segunda División B
- 1980 11e
Segunda División B
- 1981 9e
Segunda División B
- 1982 18e
Segunda División B
- 1983 14e
Tercera División
- 1984 10e
Tercera División
- 1985 13e
Tercera División
- 1986 8e
Tercera División
- 1987 3e
Tercera División
- 1988 18e
Segunda División B
- 1989 1e
Tercera División
- 1990 14e
Segunda División B
- 1991 17e
Segunda División B
- 1992 5e
Tercera División
- 1993 3e
Tercera División
- 1994 6e
Tercera División
- 1995 18e
Tercera División
- 1996 3e
1e regionaal
- 1997 1e
1e regionaal
- 1998 10e
Tercera División
- 1999 16e
Tercera División
- 2000 3e
Tercera División
- 2001 2e
Tercera División
- 2002 6e
Tercera División
- 2003 1e
Tercera División
- 2004 3e
Segunda División B
- 2005 16e
Segunda División B
- 2006 2e
Tercera División
- 2007 1e
Tercera División
- 2008 1e
Tercera División
- 2009 2e
Tercera División
- 2010 13e
Segunda División B
- 2011 2e
Segunda División B
- 2012 1e
Segunda División B
- 2013 15e
Segunda División
- 2014 19e
Segunda División
- 2015 8e
Segunda División
- 2016 15e
Segunda División
- 2017 22e
Segunda División
- 2018 1e
Segunda División B
- 2019 3e
Segunda División B
- 2020 11e
Segunda División
- 2021 10e
Segunda División
- 2022 14e
Segunda División
- 2023 16e
Segunda División
- 2024 18e
Segunda División
- 2025 4e
Segunda División

- Segunda División
- Segunda División B
- Tercera División
- 1e regionaal

## Bekende spelers
- Pablo Infante
- Iban Iyanga

## Bekende trainers
- Juan Manuel Lillo